# Krzysztof Grysa
Krzysztof Włodzimierz Grysa (ur. 26 października 1946 w Królikowie) – polski matematyk, profesor nauk technicznych, w latach 1990–1996 i 2012–2016 prorektor Politechniki Świętokrzyskiej.

## Życiorys
Absolwent II Liceum Ogólnokształcącego im. Adama Mickiewicza w Słupsku (1964). W 1969 ukończył studia na Wydziale Matematyki i Mechaniki Uniwersytetu Warszawskiego. Stopnie naukowe doktora i doktora habilitowanego uzyskał na Politechnice Poznańskiej kolejno w 1976 i 1989. Tytuł naukowy profesora nauk technicznych otrzymał 4 sierpnia 2011.
Od 1969 pracował na Politechnice Poznańskiej. W 1989 objął stanowisko docenta i został kierownikiem Zakładu Robotyki. W 1990 został zatrudniony na Politechnice Świętokrzyskiej. W latach 1990–1996 pełnił funkcję prorektora, kierował również Zakładem Mechaniki Robotów oraz Samodzielnym Zakładem Urządzeń Automatyki i Robotyki. Następnie do 2010 był kierownikiem Zakładu Matematyki Stosowanej w Katedrze Matematyki. W 2012 został ponownie wybrany prorektorem Politechniki Świętokrzyskiej.
W latach 1991–1992 pracował na stanowisku wicedyrektora Wydziału Polityki Regionalnej i Rozwoju Gospodarczego w urzędzie wojewódzkim w Kielcach. W 2000 zorganizował Kielecki Festiwal Nauki i kierował nim przez pierwsze trzy lata.
Specjalizuje się w problematyce identyfikacji współczynników i pól temperatur i przemieszczeń w zagadnieniach mechaniki ośrodków ciągłych (zagadnienia odwrotne). Opublikował m.in.: O ścisłych i przybliżonych metodach rozwiązywania zagadnień odwrotnych pól temperatur (Poznań 1989) i Funkcje Trefftza i ich zastosowania w rozwiązywaniu zagadnień odwrotnych (Kielce 2010). W jego dorobku naukowym znajdują się również prace z zakresu gospodarki regionalnej.
Wśród wypromowanych przez niego doktorów znaleźli się: Artur Maciąg, Beata Maciejewska, Leszek Hożejowski oraz Ewelina Sendek-Matysiak.
W 2001, w uznaniu wybitnych zasług w pracy naukowej i dydaktycznej, został odznaczony Krzyżem Kawalerskim Orderu Odrodzenia Polski.
Jego najstarszy syn, Tomasz Grysa, jest arcybiskupem i nuncjuszem apostolskim na Madagaskarze. Młodszy, Bartłomiej Grysa, jest specjalistą w dziedzinie arabistyki chrześcijańskiej.